# Korea University
Die Korea University ist eine private Universität in der südkoreanischen Hauptstadt Seoul.
Sie wurde 1905 teilweise durch kaiserliche Mittel als erste moderne Hochschule des Landes mit dem Namen Boseong College gegründet. Während der Kolonialzeit wurde das College von der japanischen Verwaltung unterdrückt. Ihren heutigen Namen erhielt die Universität 1946, als sie zur Volluniversität erhoben wurde.
Die Korea University ist heute eine führende Universität Südkoreas und eine renommierte Universität Asiens. Dies gilt insbesondere für die Bereiche Geistes- und Humanwissenschaften sowie Sozialwissenschaften und Management Studies. In 17 von 30 Disziplinen gehört die Universität laut dem QS World University Ranking zu den besten 100 Hochschulen weltweit. Die Korea University gehört mit der Seoul National University und der Yonsei University zu den drei Eliteuniversitäten Südkoreas, gemeinsam auch SKY genannt.

## Geschichte

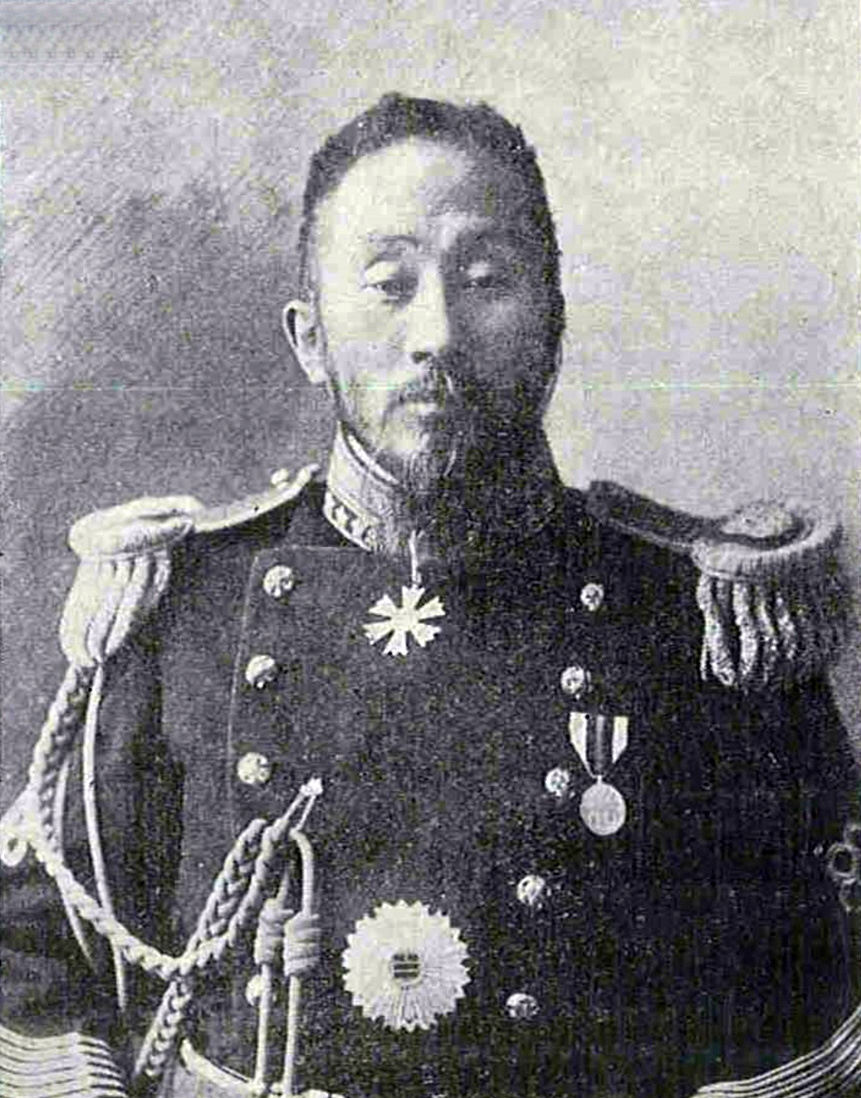
Lee Yong-ik, Gründer des Boseong Colleges

### Gründung
1905 gründete der kaiserliche Schatzmeister Lee Yong-ik mit Genehmigung und Förderung des Kaisers Gojong die Hochschule namens Boseong Jeonmunhakgyo (kor. 보성전문학교, 普成專門學校; dt. Fachschule Boseong) in Seoul. Der Name Boseong sollte von Gojong persönlich vorgeschlagen sein. Außerdem erhielt die Hochschule das kaiserliche Wappen als Schulsymbol. An der Hochschule wurden Rechts- und Wirtschaftslehre unterrichtet. Das Gebäude befand sich im heutigen Jongno-gu. 1905 wurde eine Rechtsschule eingenommen. 1907 erhielten die ersten Absolventen ihre Abschlüsse.

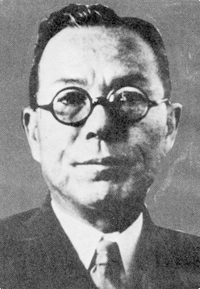
Kim Seong-soo, Errichter des Hauptgebäudes und der Bibliothek

Nachdem der anti-japanische Politiker Lee nach Russland floh, übernahm Son Byeong-hi – Führer der Cheondogyo-Bewegung – die Hochschulleitung, blieb jedoch erfolglos aufgrund finanzieller Notlage wegen der Weltwirtschaftskrise und der Unterdrückung des Generalgouvernats Chōsen. Nachdem der Unternehmer und Publizist Kim Seong-soo die Schule aufkaufte, wurde das Hauptgebäude und die Hauptbibliothek errichtet. Als Widerstandskämpfer besaß Kim die Vision die private Hochschule so zu errichten, dass sie die nationale Identität der Koreaner fördern konnte. Die von den Japanern errichteten Hochschulen waren kolonialistisch geprägt.

### Nach 1945
Nach der Unabhängigkeit erhielt die Hochschule 1946 den Status einer Volluniversität mit dem neuen Namen „Korea University“ (고려대학교). Die Universität ging weiterhin ihrem Ruf als nationalistisch geprägte Universität nach: ein Tag vor der Aprilrevolution 1960 demonstrierten Studenten der Korea University und gaben somit den Weg für die Revolution frei.
Seit den 70er Jahren erweiterte sich die Universität quantitativ. 1971 fusionierte die Universitätsstiftung mit der Woosuk-Stiftung und übernahm dessen Universitätsklinik. 1980 wurden in Yeongi-gun, Chungcheongnam-do der Campus Jochiwon errichtet. Der Campus wurde nach der Gründung der Planstadt Sejong in Campus Sejong umbenannt. 1990 zog die Universitätsklinik von Hyehwa-dong nach Anam-dong.
Seit den 90er Jahren wurde die Naturwissenschaft stark gefördert: so wurde die School of Life Science and Biotechnology und das Korea Basic Science Institute eingerichtet. Ebenso wurde die Graduate School of International Studies gegründet. Naturwissenschaft und Internationale Politikwissenschaft sollten die Schwerpunkte für das neue Jahrtausend werden. Das hundertjährige Jubiläum 2005 stand als symbolischer Markstein der Internationalisierung: englischsprachige Vorlesungen wurden eingerichtet und internationale Dozenten rekrutiert. 2005 war die Universität Gastgeber des Internationalen Symposiums der Hochschulrektoren. 2008 trat die Universität in die „Association of Pacific Rim Universities (APRU)“ ein. Bis heute führt die Universität mit 850 Hochschulen aus über 90 Ländern Austauschprogramme aus. Außerdem errichtete die Uni Studentenwohnheime für eigene Austauschstudenten in der Chinesischen Volksuniversität und University of British Columbia. Außerdem wurden im Campus Anam internationale Gästehäuser für Studenten und Hochschullehrer eingerichtet.

## Name
Der Name der Universität, in koreanischer Schreibweise Goryeo (고려), deutet auf das gleichnamige Königreich auf der Koreanischen Halbinsel im Mittelalter. Von diesem leitet sich auch die westliche Bezeichnung Koreas ab, die von Marco Polo zunächst als Cauly nach Europa überliefert wurde, sich dann in Corea und Korea änderte.

## Standorte
Die Universität lehrt an zwei Standorten und verfügt zudem über drei Universitätskliniken.
Der ca. 57 ha große Hauptcampus befindet sich in Anam-dong im Nordosten von Seoul und wird in Anlehnung a das umliegende Stadtviertel Campus Anam genannt. Im Central Plaza wurde ein Gebäude errichtet, das eine mehrstöckige Tiefgarage enthält. Daher wurde die Universität zur ersten autofreien Hochschule Südkoreas.
Der zweite Campus befindet sich in der Planstadt Sejong, 130 Kilometer südlich der Hauptstadt. Der Campus Sejong ist mit ca. 10 ha bedeutend kleiner als der Hauptcampus und unterhält auch eine wesentlich kleinere Zahl an Studenten und Mitarbeitern (7.503 bzw. 692). Weiter umfasst der Führungsanspruch der SKY-Universitäten in der Regel nur den Hauptcampus in Seoul, wodurch ein Studium am Campus Sejong auch mit weniger Prestige in Verbindung gebracht wird. Die drei Universitätskliniken befinden sich in Seoul (Stadtviertel Anam und Guro) sowie in der ca. 50 Kilometer entfernt liegenden Stadt Ansan.

## Bibliothek
Der Bestand der Universitätsbibliothek umfängt 2,1 Millionen Einzelbände, 600.000 wissenschaftliche Zeitschriften, 60.000 elektronische Zeitschriften und 350.000 sonstige Materialien.

## Rankings
| Jahr | QS   | THE       | Shanghai  |
| ---- | ---- | --------- | --------- |
| 2011 | 190. | 226.–250. | 301.–400. |
| 2012 | 137. | 226.–250. | 301.–400. |
| 2013 | 145. | 206.      | 301.–400. |
| 2014 | 116. | 201.–225. | 201.–300. |

| Jahr | QS  | THE     |
| ---- | --- | ------- |
| 2011 | 26. |         |
| 2012 | 21. | 27.–31. |
| 2013 | 19. | 23.     |
| 2014 | 18. |         |

## Bekannte Absolventen
Politiker
- Huh Jung: ehemaliger geschäftsführender Präsident der Republik Korea
- Lee Myung-bak: zehnter Präsident der Republik Korea
- Oh Se-hoon: Politiker, ehemaliger Bürgermeister Seouls

Sportler
- Cha Du-ri: Fußballspieler
- Hong Myung-bo: Fußballspieler und -trainer
- Cha Bum-kun: Fußballspieler und -trainer
- Hwang Young-cho: Marathonläufer, Olympiasieger
- Jang Mi-ran: Gewichtheberin
- Kim Yu-na: Eiskunstläuferin, Olympiasiegerin

Unternehmer
- Chung Eui-sun: Vizevorsitzender der Hyundai Motor Company
- Euh Yoon-Dae: Wirtschaftswissenschaftler, Unternehmensfunktionär
- Huh Chang-soo: Geschäftsführer der GS Group

Schriftsteller
- Do-ol: Philosoph, Schriftsteller
- Kim Hoon: Schriftsteller

## Internationale Netzwerke
Die Korea University ist Mitglied der Hochschulnetzwerke „World 100 Reputation Network“, „U21 (Universitas21)“, „Association of Pacific Rim Universities (APRU)“, „ICUBE (International Consortium of Universities for the study of Biodiversity & the Environment)“ und „APAIE (Asia-Pacific Association for International Education)“.